# メディアあさひかわ
月刊メディアあさひかわ（英：MEDIA ASAHIKAWA）は、北海道旭川市で発行される月刊誌。1993年創刊。2018年4月号で通巻300号を迎えた。

## 概要
主に旭川市を中心とする道北地方（特に上川総合振興局）の政治・経済関連の話題を扱う。旭川市市政記者会には加盟していないものの、それ以外の旭川市の情報提供先の1社である。道北では『月刊北海道経済』と並ぶ2大地元メディアだが、2021年現在も独自のホームページを持たないなど、ネットでの情報発信に消極的な点が特徴。